# Вулиця Герцена (Мелітополь)
Вулиця Герцена — вулиця в Мелітополі. Йде від вулиці Олександра Тишлера до вулиці Чкалова.

## Назва
Вулиця названа на честь Олександра Герцена (1812—1870), російського письменника й революціонера.

## Історія
Рішення про прорізку та найменування нової вулиці було прийнято 17 березня 1961 року.